# Changoman
Changoman es el cuarto álbum de estudio del grupo colombiano 1280 Almas, publicado en 1998 es el tercer y último álbum del grupo prensado por un sello discográfico internacional BMG.
En esta entrega "Las Almas" integran sonidos nuevos notándose una especial influencia de bandas de post-hardcore norteamericanas como Fugazi o Minor Threat (a estos últimos rinde tributo con una versión traducida de Salad Days). El nombre del álbum es alusión directa a Changó que en la santería cubana representa al poder del trueno, pero también de la fiesta, la parranda y la virilidad, también la canción Cabiosile es una referencia a la santería. 
De su sencillo «Pasado Animal» realiza el que sería el primer vídeo colombiano completamente realizado en animación, de igual manera se realizó otro corte de difusión en vídeo para "Te Veré Allá Afuera" grabado en la cárcel distrital de Bogotá.

## Lista de temas
| Changoman |                                                            |              |          |  |
| N.º       | Título                                                     | Escritor(es) | Duración |  |
| 1.        | «Changoman»                                                |              | 3:58     |  |
| 2.        | «Dios Del Sur»                                             |              | 3:56     |  |
| 3.        | «Te Veré Allá Afuera»                                      |              | 3:29     |  |
| 4.        | «Ideas Románticas»                                         |              | 3:49     |  |
| 5.        | «A través De La Selva»                                     |              | 3:34     |  |
| 6.        | «Si Me Quisieras»                                          |              | 5:54     |  |
| 7.        | «La Ruta Del Venado»                                       |              | 5:29     |  |
| 8.        | «Cabiosile»                                                |              | 5:28     |  |
| 9.        | «Pasado Animal»                                            |              | 4:55     |  |
| 10.       | «Rayo Candela»                                             |              | 1:16     |  |
| 11.       | «El Lecho Del Rio»                                         |              | 4:40     |  |
| 12.       | «Salad Days» (Version libre de Salad Days de Minor Threat) | Ian MacKaye  | 2:38     |  |
| 51:25     |                                                            |              |          |  |

## Músicos
- Fernando del Castillo - voz.
- Leonardo López - percusión latina.
- Juan Carlos Rojas - bajo.
- Hernando Sierra - guitarra.
- Urian Sarmiento - batería.